# Diacrisia sannio
Bordure ensanglantée, Roussette
Espèce
La Bordure ensanglantée ou la Roussette (Diacrisia sannio) est une espèce paléarctique de lépidoptères (papillons) de la famille des Erebidae et de la sous-famille des Arctiinae.

## Morphologie

♂  MHNT
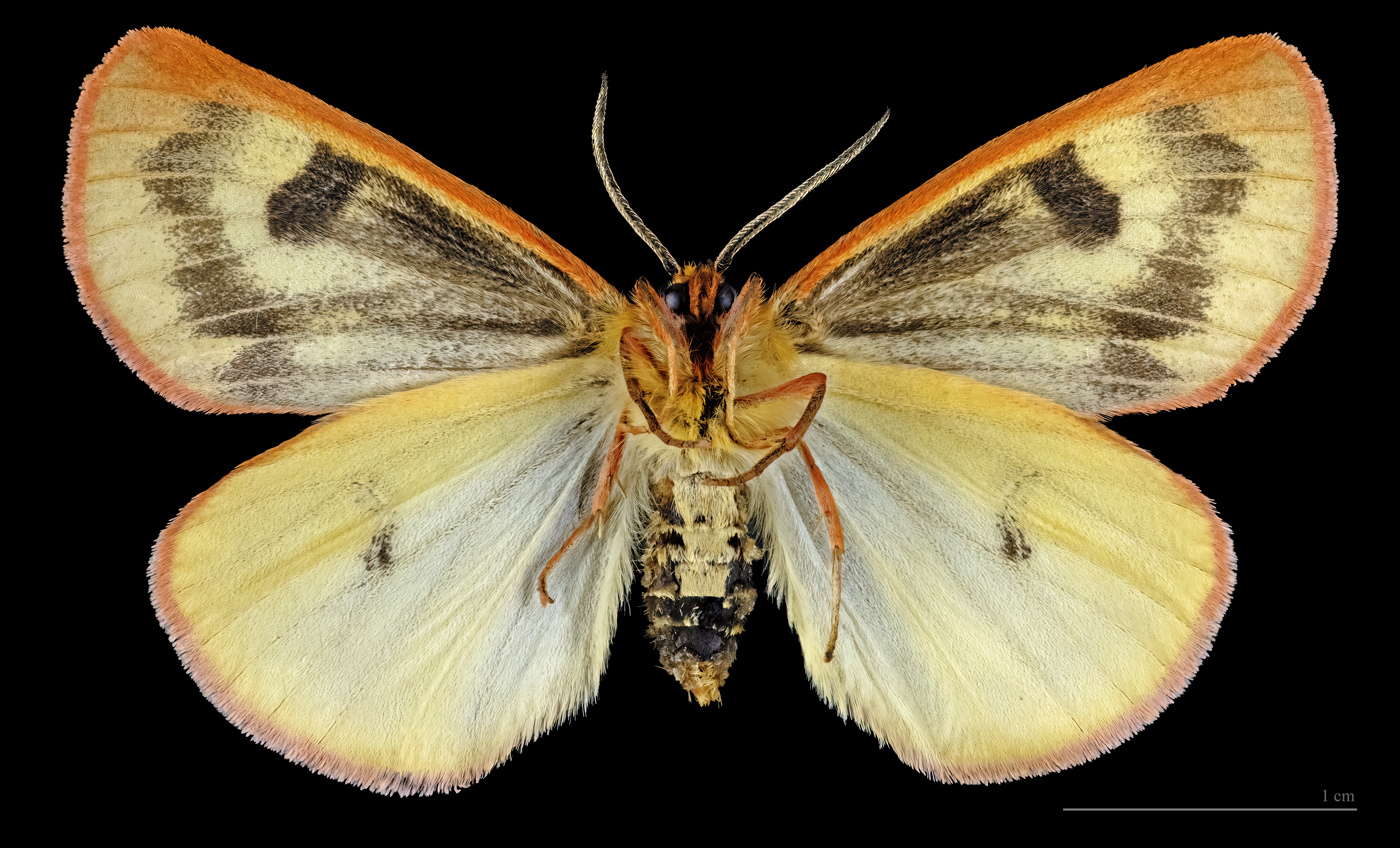
♂ △

## Distribution
L'espèce est répandue en Eurasie, y compris dans toute la France métropolitaine.

## Habitats et plantes hôtes
Prairies humides, forêts marécageuses mais aussi pentes sèches, clairières, coupes et lisières. Chenille sur de nombreuses plantes basses.

## Biologie
Vol d'avril à août selon la localisation.
Le mâle vole le jour, la femelle est plutôt nocturne. 